# Меріуца
Меріуца (рум. Măriuța) — село у повіті Келераш в Румунії. Входить до складу комуни Белчугателе.
Село розташоване на відстані 32 км на схід від Бухареста, 76 км на північний захід від Келераші, 142 км на південний схід від Брашова.

## Населення
За даними перепису населення 2002 року у селі проживали 630 осіб, усі — румуни. Усі жителі села рідною мовою назвали румунську.